# Рюте
Рюте (нім. Rüte) — колишній округ (громада) в Швейцарії в кантоні Аппенцелль-Іннерроден. 2022 року ввійшла до складу громади Швенде-Рюте. 

## Географія
Громада розташована на відстані близько 160 км на схід від Берна.
Рюте має площу 40,8 км², з яких на 3,8% дозволяється будівництво (житлове та будівництво доріг), 54,7% використовуються в сільськогосподарських цілях, 31,4% зайнято лісами, 10% не є продуктивними (річки, льодовики або гори).

## Демографія
2019 року в громаді мешкало 3692 особи (+10% порівняно з 2010 роком), іноземців було 5,4%. Густота населення становила 90 осіб/км².
За віковим діапазоном населення розподілялося таким чином: 23,7% — особи молодші 20 років, 58,6% — особи у віці 20—64 років, 17,7% — особи у віці 65 років та старші. Було 1421 помешкань (у середньому 2,6 особи в помешканні).
Із загальної кількості 1310 працюючих 254 було зайнятих в первинному секторі, 468 — в обробній промисловості, 588 — в галузі послуг.